# The Jennie Project
The Jennie Project (titulada El proyecto Jennie en Hispanoamérica y Una invitada muy mona en España) es una Película Original de Disney Channel transmitida por primera vez en EE. UU. el 13 de julio de 2001, por Disney Channel. La película está basada en el libro Jennie, de Douglas Preston, fue dirigida por Gary Nadeau y protagonizada por Lance Guest, Alex D. Linz y Sheila Kelley.

## Reparto
- Alex D. Linz - Andrew Archibald
- Sheila Kelley - Lea Archibald
- Lance Guest - Hugo Archibald
- Abigail Mavity - Sarah Archibald
- Sheryl Lee Ralph - Dr. Pamela "Pam" Prentiss
- Joel McKinnon Miller - Frank
- Fran Bennett - Juez
- Earl Boen - Reverendo Palliser
- Kenneth Kimmins - Epstein
- Janet Rotblatt - Sra. Palliser

## Producción
La película fue filmada en el Parque Balboa de San Diego en áreas parecidas a la selva. Otros lugares incluyen el Museo del Hombre (donde Hugo Archibald trabaja) y el zoológico de San Diego. El chimpancé conocido en la película como Jennie era en realidad un animal prestado para la película del zoológico de San Diego.
- Datos: Q1763791